# Kjell Hjern
Kjell Hjern, född den 23 april 1916 i Göteborg, död den 18 april 1984 i Göteborg, var en svensk författare samt konst-, litteratur- och teaterkritiker.

## Biografi
Hjern verkade som kritiker främst hos Göteborgs Handels- och Sjöfartstidning 1946–1949 och Göteborgs-Posten 1950–1961 samt som teaterkritiker i Ord och Bild 1950–1961. Han var också redaktör för konsttidskriften Paletten 1940–1947.
Hjern har som lyriker givit ut fem diktsamlingar, bland annat Neros ansikte (1960). Han också givit ut ett stort antal böcker, främst om konst och konstnärer med anknytning till Göteborg. Han debuterade som skönlitterär författare med diktsamlingen Måspredikan 1949.
Han blev genom sin verksamhet en förbindelselänk mellan författarna och konstnärerna i Göteborg.
År 1979 promoverades han till filosofie hedersdoktor vid Göteborgs universitet.